# Michael McDowell (pilote automobile)
Statistiques en NASCAR Cup Series
Dernière mise à jour : 23 novembre 2023 

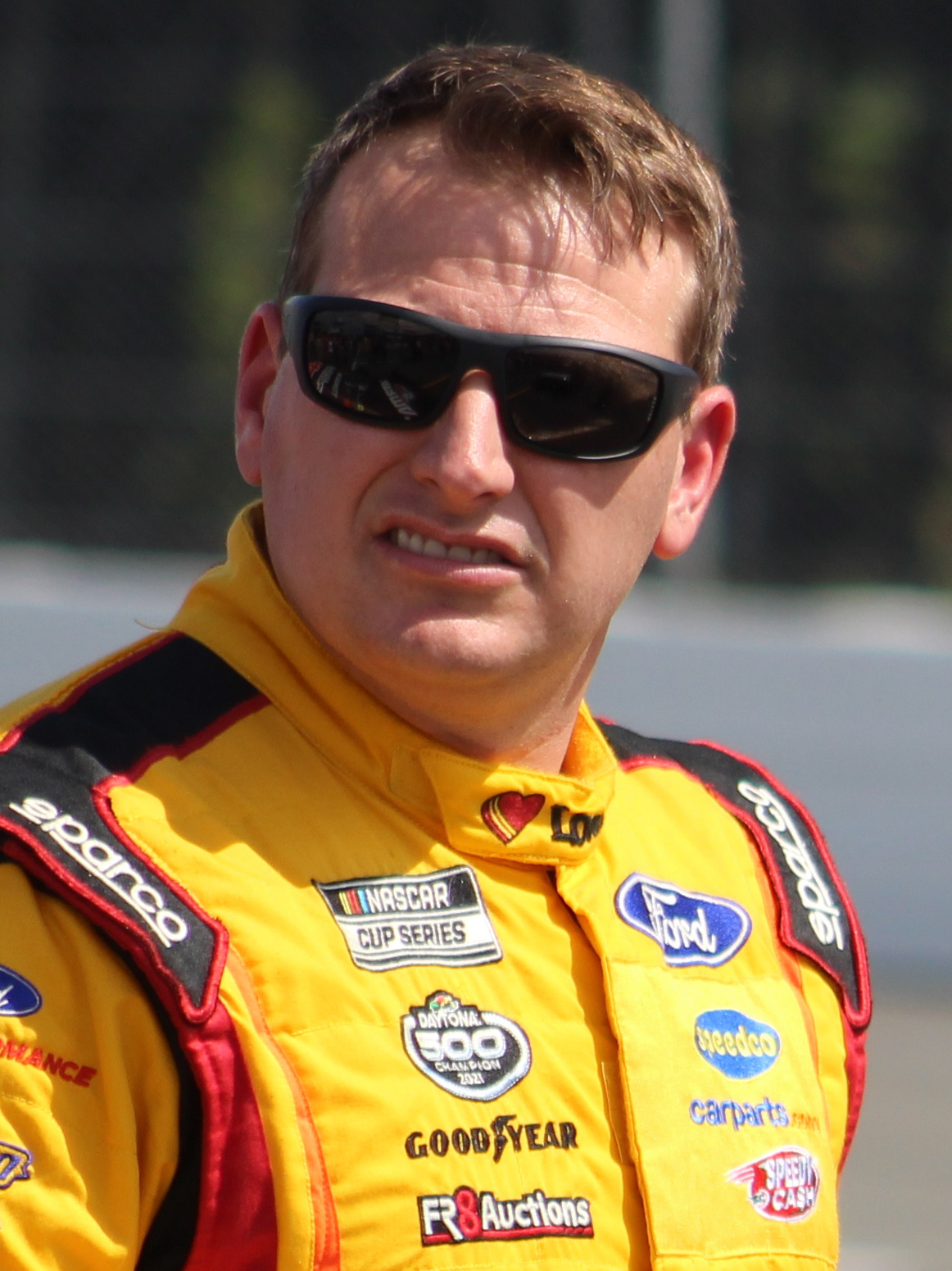
McDowell en juin 2021.

Michael McDowell, né le 21 décembre 1984 à Glendale en Arizona,, est un pilote professionnel américain, évoluant en Cup Series au sein de la NASCAR.
McDowell commence sa carrière de pilote en participant à des courses de Formule Renault, de Champ Car et de Rolex Sports Car Series ainsi qu'aux 24 Heures de Daytona. Il se dirige vers les courses de stock car en 2006 et participe en 2008, à sa première saison de NASCAR Cup Series au cours de laquelle il est impliqué dans un violent accident lors des qualifications sur le circuit Texas Motor Speedway,. N'ayant pas été conservé par l'écurie Michael Waltrip Racing, il effectue, au cours des années suivantes, une grande partie de sa carrière au sein d'écuries mineures en Cup Series. Il ne revient en programme complet qu'en 2017 au sein de la Leavine Family Racing (en). 
Depuis la saison 2018, il pilote la voiture Ford Mustang no 34 de l'écurie Front Row Motorsports,. Il remporte sa première victoire en NASCAR Cup Series le 14 février 2021 à l'occasion du Daytona 500, première course du championnat 2021.
Entre 2007 et 2016, il participe aussi aux courses d'Xfinity Series principalement en programme partiel, à l'exception des saisons 2009 et 2010. Il n'y remporte qu'une seule course soit le Road America 180 (en) de 2016,.

## Palmarès
- 2007 : Rookie de l'année en ARCA Re/MAX Series[18]
- 2004 : Champion Star Mazda[19]
- 2003 : Rookie de l'année dans le championnat Star Mazda[20]

### Nascar Cup Series

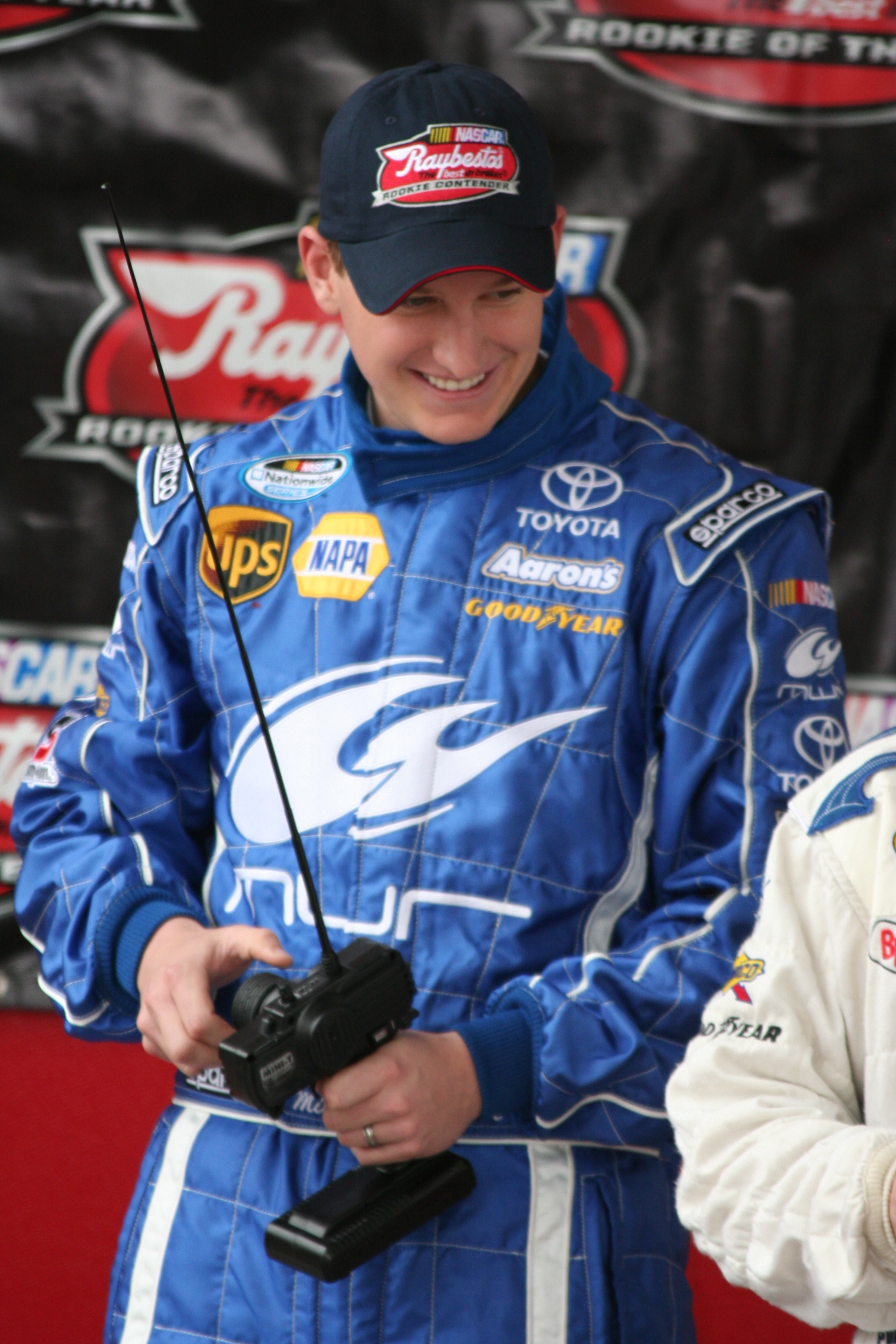
McDowell en 2008 lors de son année rookie en Cup Series.

Au 23 novembre 2023, il a participé à 453 courses en seize saisons.
- Voiture en 2023 : no 34
- Écurie : Front Row Motorsports
- Résultat saison 2023: 15e
- Meilleur classement en fin de saison : 15e en 2023
- 1re course : Goody's Cool Orange 500 de 2008 à Martinsville
- Dernière course : NASCAR Cup Series Championship Race 2023 (Phoenix)
- Victoires : 2 (Daytona 500 en 2021 + Verizon 200 en 2023)
- Top5 : 9
- Top10 : 36
- Pole position : 0

### Nascar Xfinity Series[21]
Au 23 novembre 2023, il a participé à 94 courses sur neuf saisons.
- Dernière saison : 93e en 2016
- Meilleur classement en fin de saison : 13e en 2009
- 1re course : O'Reilly Challenge de 2007 à Texas
- Dernière course : Road America 180 de 2016 à Road America
- 1re victoire : Road America 180 de 2016 à Road America
- Victoire(s) : 1
- Top5 : 6
- Top10 : 20
- Pole position : 2

### Truck Series[21]
Au 23 novembre 2023, il a participé à deux courses sur deux saisons (saisons 2007 et 2009).
- Dernière saison : 111e en 2009
- Meilleur classement en fin de saison : 111e en 2009
- 1re course : 2007 Kroger 200 en 2007 à Martinsville
- Dernière course : Heluva Good! en 2009 à Loudon
- Victoire(s) : 0
- Top5 : 0
- Top10 : 0
- Pole position : 0

### Champ Car[21]
Au 23 novembre 2023, il a participé à deux courses sur une saison (2005). 
- Meilleur classement en fin de saison : 21e en 2005.
- Première course : Lexmark Indy 300 en 2005 à Surfers Paradise (12e)
- Dernière course : Gran Premio Telmex Tecate en 2005 à Mexico (11e)

## Vie privée
McDowell est marié avec Jami avec qui il a eu cinq enfants, Trace, Emma, Rylie, Lucas et Isabella McDowell est chrétien.
McDowell et Justin Marks possèdent une installation de karting appelée « GoPro Motorplex » situé 30 miles au nord de Charlotte en Caroline du Nord. Le complexe a ouvert en octobre 2012 et s'inspire d'un complexe similaire situé à Parme en Italie.